# El Dedo (película)
El Dedo es una película argentina dentro del género comedia, dirigida por Sergio Teubal y basada en la novela El Dedo de Baldomero de Alberto Assadourian. Está protagonizada por Fabián Vena y Gabriel Goity.
El film cuenta la historia de un pueblo y sus habitantes en el interior de la provincia de Córdoba, a comienzos del año 1983; donde la dictadura militar termina y el país se prepara nuevamente para las elecciones. La película fue premiada como mejor ópera prima en la última edición  del Festival de Guadalajara.

## Sinopsis
El país entero se prepara para la vuelta a la democracia; y con ello, las elecciones. Cerro Colorado, un pequeño pueblo del norte cordobés, llega a sus primeros 501 habitantes por lo que les da derecho a ser comuna y tener por primera vez sus propios representantes.
Hay dos candidatos, pero uno de ellos (Baldomero) es asesinado, y para que el pueblo siga siendo de 501 habitantes y así llevar a cabo las elecciones, el otro candidato decide esconder su muerte hasta después de los comicios.
Por otro lado, el hermano de Baldomero, corta un dedo al muerto jurándole venganza y lo pone dentro de un frasco en su almacén. A partir de ahí, el pueblo se conmociona con todo tipo de aventuras en torno a ese dedo que cobra vida propia y señala qué se debe hacer en cada situación a los pobladores.

## Reparto
| Actor          | Papel       |
| -------------- | ----------- |
| Fabián Vena    | Florencio   |
| Gabriel Goity  | Don Hidalgo |
| Martín Seefeld | Baldomero   |
| Mariana Brisky | Franca      |
| Mara Santucho  | Rosario     |
| Roly Serrano   | Don Torres  |
| Rubén Pinzani  | Goyo        |